# Vahlbruch
Vahlbruch là một đô thị trong huyện Holzminden, bang Niedersachsen, Đức. Đô thị Vahlbruch có diện tích 14,16 km², dân số thời điểm ngày 31 tháng 12 năm 2006 là 536 người.